# رود کورمیلوفکا
رود کورمیلوفکا (انگلیسی: Kormilovka) یک رودخانه در سرزمین پرم کشور روسیه است.